# Frênes
Frênes è un ex comune francese e ora frazione del dipartimento dell'Orne nella regione della Normandia. Dal 1º gennaio 2015 si è fuso con i comuni di Tinchebray, Beauchêne, Larchamp, Saint-Cornier-des-Landes, Saint-Jean-des-Bois e Yvrandes per formare il nuovo comune di Tinchebray-Bocage.
Il suo territorio è bagnato dalle acque del fiume Noireau.

## Società

### Evoluzione demografica
Abitanti censiti